# Чащинская (Архангельская область)
Чащинская — деревня в Шенкурском районе Архангельской области. Входит в состав Никольского сельского поселения.

## География
Деревня Чащинская расположена к западу от левого берега реки Вага. К северу от деревни находится деревня Шипуновская. В 4 км к западу от деревни находится город Шенкурск. Через деревню проходит автомобильная дорога федерального значения М8 «Холмогоры» (Москва — Архангельск).
Часовой пояс
Чащинская, как и вся Архангельская область, находится в часовой зоне МСК (московское время). Смещение применяемого времени относительно UTC составляет +3:00.

## Население
| 2002 | 2009 | 2010 | 2012 |
| ---- | ---- | ---- | ---- |
| 79   | ↗85  | ↘80  | ↗95  |

## История
Указана в «Списке населённых мест по сведениям 1859 года» в составе Шенкурского уезда(2-го стана) Архангельской губернии под номером «2309» как «Чашинская (Чащина)». Насчитывала 7 дворов, 22 жителя мужского пола и 24 женского.
В «Списке населенных мест Архангельской губернии к 1905 году» село Чащинское (Чащиха) насчитывает 10 дворов, 23 мужчины и 26 женщин. В селе находился фельдшерско-акушерский пункт. В административном отношении поселение входило в состав Николаевского сельского общества Великониколаевской волости.
На 1 мая 1922 года в поселении 28 дворов, 56 мужчин и 61 женщина.

### Карты
- Чащинская на карте Wikimapia